# Stefan Nimmesgern
Stefan Nimmesgern (* 27. August 1956 in Saarlouis) ist ein deutscher Fotograf.

## Leben und Werk
Stefan Nimmesgern wurde als Sohn von Elisabeth Becker und dem Bauingenieur Harald Nimmesgern unter dem Namen Stefan Rudolf Becker geboren. Nach dem Abitur begann er 1981 eine Ausbildung zum Werbefotografen, die er 1983 mit der staatlichen Prüfung abschloss. Im gleichen Jahr gründete Nimmesgern unter dem Namen Stefan Becker in Saarbrücken sein erstes Studio für Werbefotografie, 1995 übersiedelte Nimmesgern nach San Francisco und zwei Jahre später nach Zypern.
1998 heiratete er Angelika Fanai und zog mit ihr in ein Fischerdorf am Starnberger See. Im gleichen Jahr gründete er zusammen mit dem Modefotografen Markus Amon und dem Unternehmer Martin Hippius das PPS Fotostudio in München. Er nahm den Nachnamen seines Vaters an, unter dem er ab 2001 arbeitete.
Nimmesgern wandte sich der Editorial-Fotografie und den Reportagen zu. Für die Zeitschrift GEO unternahm er zusammen mit Hans Zippert eine Schiffsreise nach Grönland.
2002 lernte Nimmesgern auf einer Expedition nach Franz-Josef-Land den Extrembergsteiger Reinhold Messner kennen. Die Aufnahmen dieser Reise wurden in einem Artikel des Journalisten Freddy Langer in der FAZ veröffentlicht. In den kommenden Jahren unternahm Nimmesgern zahlreiche Fotoreisen nach Südamerika, Afrika sowie in den Mittleren und Fernen Osten.
2005 begleitete er als Expeditionsfotograf zusammen mit seiner Frau Reinhold Messner auf einer Reise zum Nanga Parbat. Im Zuge dieser Reise wurden die Überreste der Leiche von Günther Messner, dem 1970 bei der Herrligkoffer-Expedition tödlich verunglückten Bruder von Reinhold Messner, am Fuße der Diamirwand des Nanga Parbat gefunden. Dieser Fund, der die Aussagen des damals zu Unrecht in die Kritik geratenen Reinhold Messners als wahrheitsgemäß belegte, wurde von Stefan Nimmesgern in Bildern dokumentiert. Die Reportage wurde weltweit publiziert; so erschienen die Aufnahmen in National Geographic, dem GEO Magazin und in OUTSIDE.
Künstlerisch arbeitet Stefan Nimmesgern in seinen Studios in München, Berlin und Brooklyn, New York, aber auch häufig auf Locations. Seine Porträts sind u. a. im ZEIT Magazin zu sehen. So lichtete er unter anderem Barbara Rudnik, Alexander Huber, Niki Lauda und Mario Vargas Llosa ab. Für 2006 produzierte er zusammen mit dem DAV Summit Club und Reinhold Messner einen Fotokalender über die Nanga-Parbat-Expedition in Pakistan. 2008 zeigte er seine Sichtweise auf das immer noch Che-Guevara-geprägte Kuba im Gasteig in München.
2009 musste Nimmesgern sich einer Herzoperation unterziehen, bei der ihm ein Spenderherz eingesetzt wurde. Er erholte sich von der Operation überraschend schnell und kann heute wieder auf fünftausend Meter hohen Pässen wandern.

## Ausstellungen
- 2003: „Expedition Franz-Josef-Land/ Lava am Ätna“, New York, Soho, Salon Modern
- 2004: „Faces of Brasil“, Ambach am Starnberger See, Schlosshotel Oberambach
- 2005: „Nanga Parbat; von Bergen und Menschen“, Kempten, Big Box
- 2006: „Nanga Parbat; von Bergen und Menschen“, Leverkusen, Galerie im Forum
- 2006: „Touristentiere“, Berlin, Galerie „Damensalon“
- 2008: Che Guevara-Begegnung auf Cuba, München, Gasteig[9]

## Bücher
- 2002: Brasilienbuch „Momente“ und Bild Kalender „Brasilien“ für AMECC
- 2009: mit Reinhold Messner, „Diamir, König der Berge“, Frederking-Thaler, ISBN 978-3-89405-708-4
- 2009: Buchtitel für „Grönland, ein Reisetagebuch“ von Freddy Langer
- 2010: Buchprojekt mit Louis Lewitan „Die Kunst gelassen zu bleiben“; s/w Porträts, ISBN 978-3453164024
- 2011: Buchprojekt in Arbeit mit dem Bauhausmuseum Weimar; Fotos von Marcel Breuer Villa in Wiesbaden
- 2019: Wiederaufstieg: Wie ich mit einem Spenderherz neue Gipfel bezwang. teNeues Media, Augsburg 2019, ISBN 978-3-96171-183-3
- 2023: Die Inseln des ewigen Frühlings, Frederking & Thaler, ISBN 9783954163687